# Tugalina
Tugalina is een geslacht van weekdieren uit de klasse van de Gastropoda (slakken).

## Soorten
- Tugalina plana (Schepman, 1908)
- Tugalina radiata Habe, 1953